# Dance (canción de Denise Rosenthal)
«Dance» —en español: «Baila»— es el tercer sencillo del tercer álbum de estudio Fiesta de la cantante pop chilena D-Niss. Lanzado el 14 de septiembre de 2012 en Chile. La canción cuenta con la colaboración de la agrupación de rap y hip-hop Crossfire.

## Antecedentes

### Composición y estilo
El sencillo fue escrito, compuesto y producido por Bastian Herrera y D-Niss en conjunto con Rigo, Cribe y Rob (miembros de la agrupación Crossfire) invitados a colaborar.  Fue grabado en Santiago durante el mes de julio de 2012. La canción posee un ritmo electrónico y pop, que mezcla sonidos latinos además del hip-hop y el dancehall.

### Lanzamiento
D-Niss a principios de septiembre de 2012, consultó a sus seguidores de Twitter si querían un nuevo sencillo antes del 18 de septiembre de 2012 (Fiestas Patrias en Chile), para esto les pidió que usaran el hashtag #NuevoSingleDeniseRosenthal, esto hizo que rápidamente fuera uno de los temas más comentados en la red social, haciendo que la propia cantante confirmará la liberación del sencillo. Finalmente el sencillo fue lanzado el 14 de septiembre a las 22:00 en la cuenta oficial de Youtube de la artista.
El sencillo se lanzó además en formato digital en la tienda Amazon y iTunes en Chile y a nivel mundial el 1 de enero de 2013, todo esto bajo su propia licencia y el sello Catapult, este fue el primer sencillo que lanzó de manera simultánea en las plataformas digitales.

## Recepción
Gran expectación en las redes sociales hubo por el lanzamiento del sencillo, haciendo que el hashtag #DanceDeniseRosenthal fuera trending topic en Chile a los pocos minutos del anuncio que "Dance" iba a ser liberado, además de "Denise Rosenthal FT" fue de lo más comentado en Argentina y a nivel mundial por unos momentos tras la aparición del audio del tema.  A menos de un día de la rotación del audio a través de su canal en Youtube, sumó más de 11.000 visitas, las cuales hasta marzo de 2013 van 80.000.

### Comercial
En la primera semana de noviembre de 2012, la canción debutó en la lista Top 100 de sencillos en Chile como nueva canción en la posición número 96, para luego alcanzar el puesto 95. El tema tuvo un escaso apoyo radial, siendo ignorado de las parrillas de programación de las radios Top 40 con más audiencia del país. Durante el primer día de la canción ser lanzada digitalmente en enero de 2013, logró llegar hasta el puesto número 117 de la tienda iTunes en Chile.

## Video musical
El videoclip para la canción fue confirmado por la propia D-Niss a través de las redes sociales, por el cual convocó a sus fanáticas y mujeres en general a aparecer en el video que se filmó en el Paseo Ahumada de Santiago de Chile el día 24 de marzo de 2013. Esta misma locación fue ocupada por D-Niss para grabar el video musical de su polémica canción "Men" en 2010.
La dirección del video estuvo a cargo de Francisco Campos-López y la grabación comenzó a las 10 de la mañana y a diferencia de su anterior producción en dicho lugar el polémico "Men", la artista ha realizado un llamado público a todas las mujeres para bailar junto a ella en el principal paseo peatonal de país. Niñas, jóvenes, mujeres adultas y tercera edad fueron las protagonistas del nuevo videoclip. Junto a esto realizó una actividad de recreación y contacto participativo con sus fanes que estuvieron junto a ella, además de la participación del DJ Bastian Herrera en vivo y clases de baile.
Finalmente el video se lanzó el 18 de abril de 2013, sumando 100 mil visitas en su primera semana y en general recibiendo críticas negativas a la edición y producción del clip.

### Teaser
El 4 de abril colocó en su página de Youtube el primer adelanto del videoclip. Se puede ver a varios fanes que asistieron a las grabaciones del 24 de marzo en Paseo Ahumada fiermando su vestuario, dejando una gran expectación. El martes 9 de abril subió a su cuenta de Youtube el segundo Teaser, donde dejó ver las primeras imágenes del nuevo vídeo, las cuales están en blanco y negro.

## Formatos
| Descarga digital |                         |          |  |
| N.º              | Título                  | Duración |  |
| 1.               | «Dance» (con Crossfire) | 03:24    |  |

## Promoción

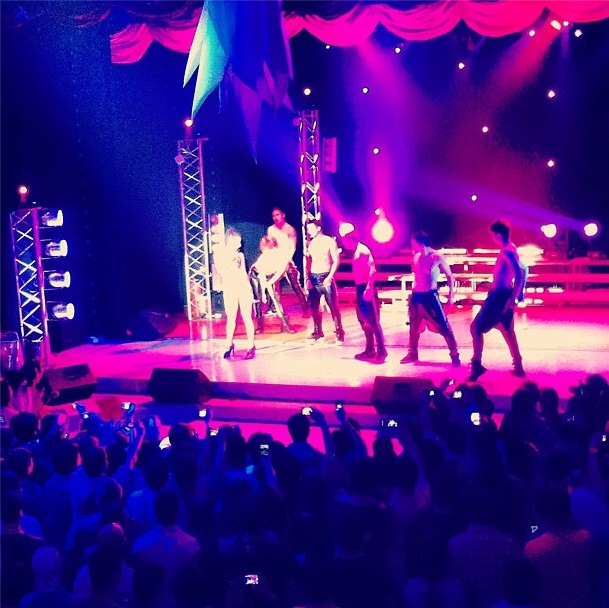
Denise presentando en vivo por primera vez el sencillo.

D-Niss cantó por primera en vivo la canción en uno de sus shows realizados en Club Divino en Viña del Mar el 17 de septiembre de 2012. Ella cantó la canción en la ceremonia de entrega de los Premios 40 Principales América en Veracruz, México, realizada el 30 de noviembre de 2012, en donde además fue la ganadora como "Artista Revelación Zona Sur". El 21 de enero de 2013, D-Niss promocionó el sencillo cantándolo en vivo en el programa Conecta2 de la señal internacional de Televisión Nacional de Chile, TV Chile.

## Listas musicales de canciones
| Chart (2012)            | Máxima posición |
| ----------------------- | --------------- |
| Chile (Top 100 Singles) | 95              |